# Bert Hendrix
Bert Hendrix, de son vrai Bert Rylski, (né en avril 1932 à Varsovie, mort le 9 février 2010 à Berlin) est un chanteur germano-polonais.

## Biographie
Hendrix grandit en Pologne puis devient professeur de sport. Après un accident de travail, il commence une carrière de chanteur. Il obtient une certaine popularité qui lui permet d'aller dans les autres pays socialistes. Fin 1964, il est invité à se produire à Berlin-Est. Après une apparition à l'Operncafé, Amiga et Deutscher Fernsehfunk lui demandent des enregistrements en 1965. Il participe ensuite en solo et dans une revue du Friedrichstadt-Palast à des tournées en Allemagne de l'Est.
À l'été 1965, Bert Hendrix est présenté comme une célébrité, notamment en duo avec Britt Kersten.
Après l'effondrement du régime, il n'a plus de contrat. Il reprend son nom de naissance et travaille dans la distribution de la presse.

## Source de la traduction
- (de) Cet article est partiellement ou en totalité issu de l’article de Wikipédia en allemand intitulé « Bert Hendrix » (voir la liste des auteurs).